# Tavola bronzea di Polcevera
La tavola bronzea di Polcevera è una lamina di bronzo sulla quale è incisa un'iscrizione in lingua latina che riporta il testo della Sententia Minuciorum, una sentenza emessa dal Senato romano nel 117 a.C.
Il reperto, di primaria importanza non solo per la storia locale, ma anche per la storia del diritto, l'epigrafia e la linguistica, è ora conservato nel Museo Civico di Archeologia Ligure di Genova Pegli.

## Descrizione e contenuto

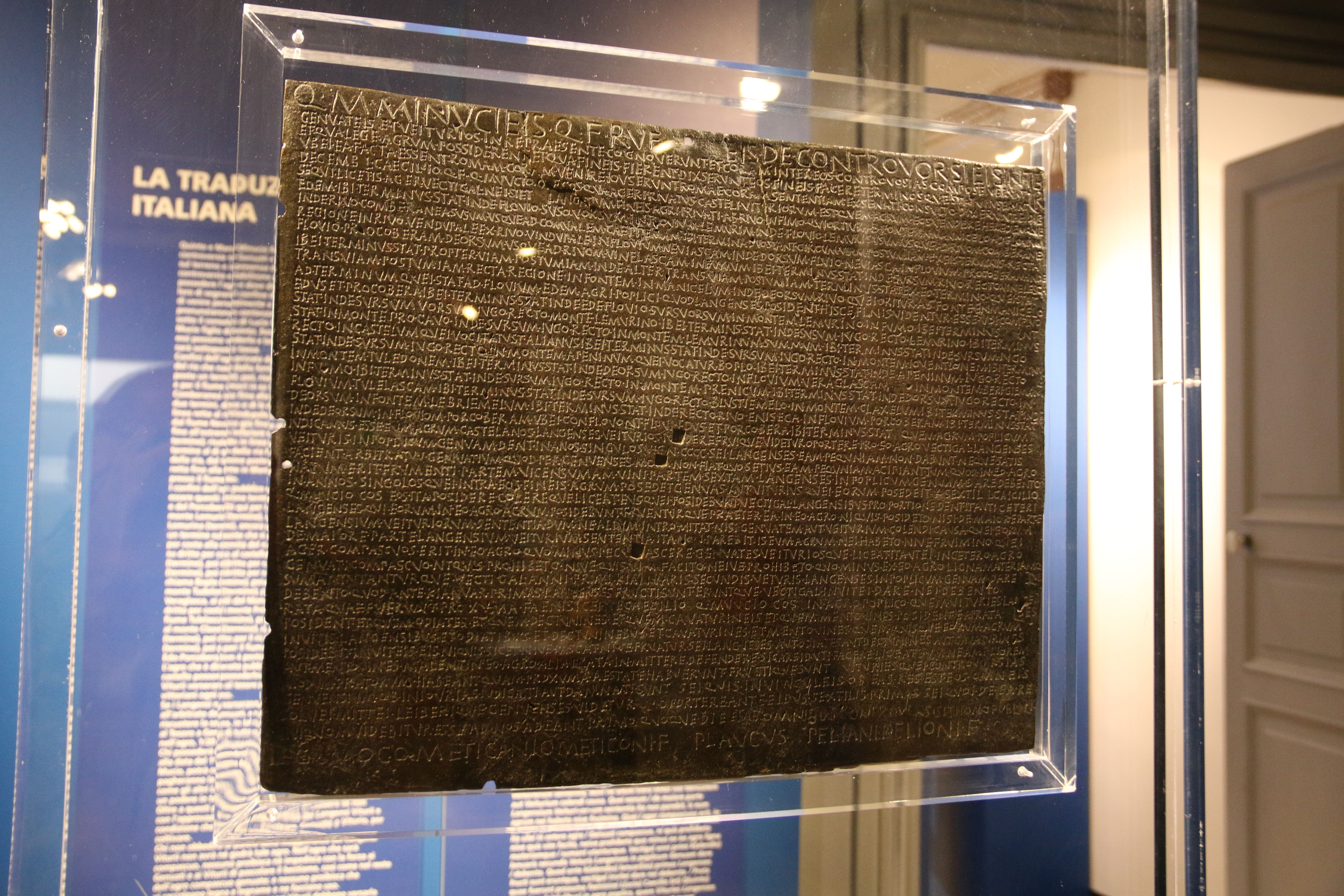
La tavola bronzea di Polcevera

La “tavola” è costituita da una sottile lamina di bronzo dello spessore di 0,2 cm, alta 38 cm e larga 48 cm.
Sulla lamina, che si presenta in buono stato di conservazione, è incisa un'iscrizione in latino disposta su 46 righe, contenente la sentenza che due magistrati romani, i fratelli Minuci Rufi (i cui nomi sono ben visibili in alto nel testo dell'iscrizione), pronunciarono nel 117 a.C. su una questione di confini che divideva i Genuates, gli abitanti di Genova, e i Viturii Langenses, che abitavano nell'alta Val Polcevera.
Dal nome dei due estensori la sentenza è nota anche come Sententia Minuciorum.
A quell'epoca Genova, città alleata dei Romani, godeva di una preminenza sulle popolazioni dell'entroterra, che oltre a disporre di un proprio territorio (ager privatus), possedevano e coltivavano terreni facenti parte del cosiddetto ager publicus.
Il contenzioso era stato originato dal fatto che i Viturii intendevano consolidare ed ampliare e la loro presenza su quest'ultimo, contrastati dai Genuates.

## Il ritrovamento
Il reperto fu rinvenuto nel 1506 nel greto del torrente Pernecco a Pedemonte di Serra Riccò da un contadino del luogo, Agostino Pedemonte, mentre era intento a dissodare un pezzo di terreno.
La tavola fu venduta ad un calderaio genovese, ma prima che questi la fondesse la notizia del ritrovamento dell'antica iscrizione giunse allo storico e vescovo Agostino Giustiniani, che ne promosse l'acquisto da parte del governo della Repubblica di Genova.
Il testo, pubblicato per la prima volta a Parigi nel 1520 da Jacopo Bracelli, cancelliere della Repubblica di Genova, fu poi tradotto in italiano dallo stesso Giustiniani che lo riportò nei suoi “Annali”, dandone un'ampia descrizione.
(Agostino Giustiniani, "Annali della Repubblica di Genova", 1537)
Oltre al Giustiniani numerosi altri autori del passato parlano della “Tavola di Polcevera”; tra questi il politico e storico genovese Girolamo Serra.
Inizialmente custodita nella cattedrale di San Lorenzo, fu in seguito collocata nel palazzo dei Padri del Comune, quindi a palazzo Ducale e poi nell'ufficio del sindaco a palazzo Tursi dove fu custodita fino al 1993 quando fu trasferita nell'attuale collocazione nel Museo di Archeologia Ligure presso villa Durazzo-Pallavicini a Genova Pegli.
Una copia dell'iscrizione si trova presso la sede del comune di Campomorone.

## Il contesto storico
I fatti ai quali si riferisce la “Sententia” si svolsero nel II secolo a.C., periodo in cui si stava consolidando il predominio romano in Liguria.
Prima dell'avvento dei romani, i Liguri erano dediti ad attività silvo-pastorali, e vivevano in villaggi di capanne situati nei ripiani di mezza costa o arroccati sulle cime dei monti.
Intorno al VI secolo a.C. gruppi di Liguri della Val Polcevera venuti a contatto con Greci ed Etruschi avevano costruito, presso il porto del Mandraccio, approdo naturale sulla rotta per Marsiglia, allora colonia dei Greci, la città fortificata di Genova, che grazie ai traffici marittimi, prosperò rapidamente.
I Genuati (il cui tenore di vita era di gran lunga superiore ai loro vicini dell'entroterra) intrattenevano anche i contatti con i Romani, divenuti più stretti nel III secolo a.C.; durante la seconda guerra punica Genova era loro alleata (mentre altre tribù liguri, sia a ponente che a levante, stavano dalla parte dei Cartaginesi) e per questo nel 205 a.C. fu distrutta da Magone Barca, fratello di Annibale.
La città fu ricostruita in pochi anni con l'aiuto determinante dei Romani, che incaricarono il propretore Lucrezio Spurio di sovrintendere all'opera di ricostruzione.
Nei decenni successivi i Romani estesero il loro dominio sulla terra dei Liguri, sconfiggendo le tribù del levante e del ponente che li avevano aspramente contrastati.
In questo contesto Genova manteneva una posizione predominante sulle tribù dell'entroterra, tra le quali i Viturii Langenses (dal cui nome deriva quello dell'attuale Langasco, frazione di Campomorone al centro della zona un tempo abitata da questa tribù ligure), con i quali era sorta una controversia sull'uso delle terre comuni, che aveva dato luogo all'arbitrato del Senato romano.
Intorno alla metà del II secolo a.C., i Romani costruirono la Via Postumia che da Genova attraverso la Valpolcevera conduceva oltre l'Appennino, a Libarna (presso l'attuale Serravalle Scrivia), collegando la costa ligure alle colonie romane della pianura padana.

## Origini della controversia
Già alcuni decenni prima della “Sententia”, poco dopo la ricostruzione di Genova e la conquista romana dell'entroterra, intorno al 200 a.C., i Viturii erano venuti in contrasto con i Genuati riguardo all'uso dei terreni comuni, che non appartenevano né ai Genuati né ai Vituri, ma allo Stato romano per diritto di conquista.
Le terre dei Viturii, confiscate dai vincitori, furono in parte loro riassegnate come “ager privatus”: di queste terre avevano il pieno possesso e potevano trasmetterle agli eredi; un'altra porzione, più vasta (“ager publicus”) fu in parte assegnata ai Genuati e in parte concessa agli stessi Viturii Langenses in cambio di un tributo (vectigal) da versare ai Romani tramite i Genuati.
I Viturii, per l'incremento della popolazione e la necessità di ulteriori guadagni, anche per far fronte ai tributi da essi dovuti ai Romani, alle tradizionali attività silvo-pastorali avevano affiancato l'attività agricola e trasferito i loro insediamenti più a valle per disporre di terreni più fertili e idonei alla coltivazione di grano e foraggio.
Nel tentativo di estendere il loro agro privato su parte delle terre dell'“ager publicus”, sul quale mantenevano solo limitati diritti per uso silvo-pastorale, vennero inevitabilmente in conflitto con i Genuati, che non volevano rinunciare alla loro supremazia economica sull'entroterra.
La vertenza circa la definizione dei confini tra i terreni privati dei Langensi e i terreni pubblici e delle regole per il godimento di questi ultimi aveva raggiunto momenti di elevata tensione. I Genuati nel corso della contesa avevano anche imprigionato alcuni Langensi che avevano disobbedito al divieto di accedere ai terreni che i genovesi ritenevano di loro pertinenza.
Essendo il territorio oggetto del dissidio particolarmente delicato perché attraversato dalla via Postumia costruita nel 148 a.C., strategica per i collegamenti tra Genova e la Pianura Padana, i consoli e il Senato decisero di intervenire direttamente inviando in loco i due magistrati citati nel testo, Quinto e Marco Minucio Rufo, i quali, dopo un accurato sopralluogo sul territorio tornarono a Roma ed emisero, dinanzi ai delegati delle due parti in causa, la sentenza, resa esecutiva dal Senato il 13 dicembre dell'anno 637 di Roma (117 a.C.).

## La sentenza
Con il loro arbitrato, i Romani non intesero imporre la loro legge, ma sancire con la loro autorità dei rapporti giuridici preesistenti tra Genova, città confederata ma formalmente autonoma, e una comunità ad essa soggetta, con una precisa definizione dei confini dei terreni contesi e delle modalità di utilizzo degli stessi da parte dei due contendenti ed anche, in misura minore, di altre comunità liguri citate nel testo della sentenza.
Con la sentenza furono definiti i confini dell'agro privato dei Viturii Langensi, di esclusiva proprietà di questi, e per il quale essi non dovevano corrispondere alcun tributo.
Nell'agro pubblico, del quale furono ugualmente stabiliti i confini, avevano un diritto d'uso sia i Genuati che i Langensi, ma questi ultimi erano tenuti a corrispondere all'erario genovese un tributo annuo di 400 Vittoriati, eventualmente pagabile in natura (grano o vino).
L'eventuale futura assegnazione di terre entro l'agro pubblico a singoli coloni Langensi o Genuati (erano in ogni caso escluse le altre comunità) sarebbe stata decisa dalla comunità dei Langensi, che avrebbe percepito una tassa dai nuovi coloni, mentre non era prevista alcuna imposizione per i singoli che già disponevano di terreni nell'agro pubblico.
Esisteva inoltre una porzione dell'agro pubblico, definito “ager compascuus”, destinato ad usi comuni (pascolo, raccolta di legna) nel godimento del quale, oltre a Langensi e Genuati, a determinate condizioni erano ammesse anche le altre comunità liguri della Val Polcevera (Odiati, Dectunini, Cavaturini e Mentovini).
Infine una clausola della sentenza stabiliva il rilascio dei Langensi imprigionati a seguito della controversia.
La sentenza venne incisa su alcune lastre di bronzo, di cui una sola venne ritrovata.
Le regole definite dalla sentenza sarebbero rimaste in vigore per alcuni decenni, ma già in età augustea i villaggi dell'entroterra iniziarono a spopolarsi, determinando la fine dell'economia agro-silvo-pastorale dei Langensi e delle altre popolazioni dell'interno.
Molti Liguri, che nel frattempo avevano acquisito la cittadinanza romana, abbandonarono le campagne e si trasferirono a Genova per lavorare come artigiani, operai e piccoli commercianti mentre i più giovani, per migliorare la loro posizione sociale, si arruolavano nelle legioni romane.

## Traduzione
Questa è la versione in italiano del testo riportato sulla Tavola:
Moco Meticanio, figlio di Meticone
Plauco Pelianio, figlio di Pelione

## La zona interessata

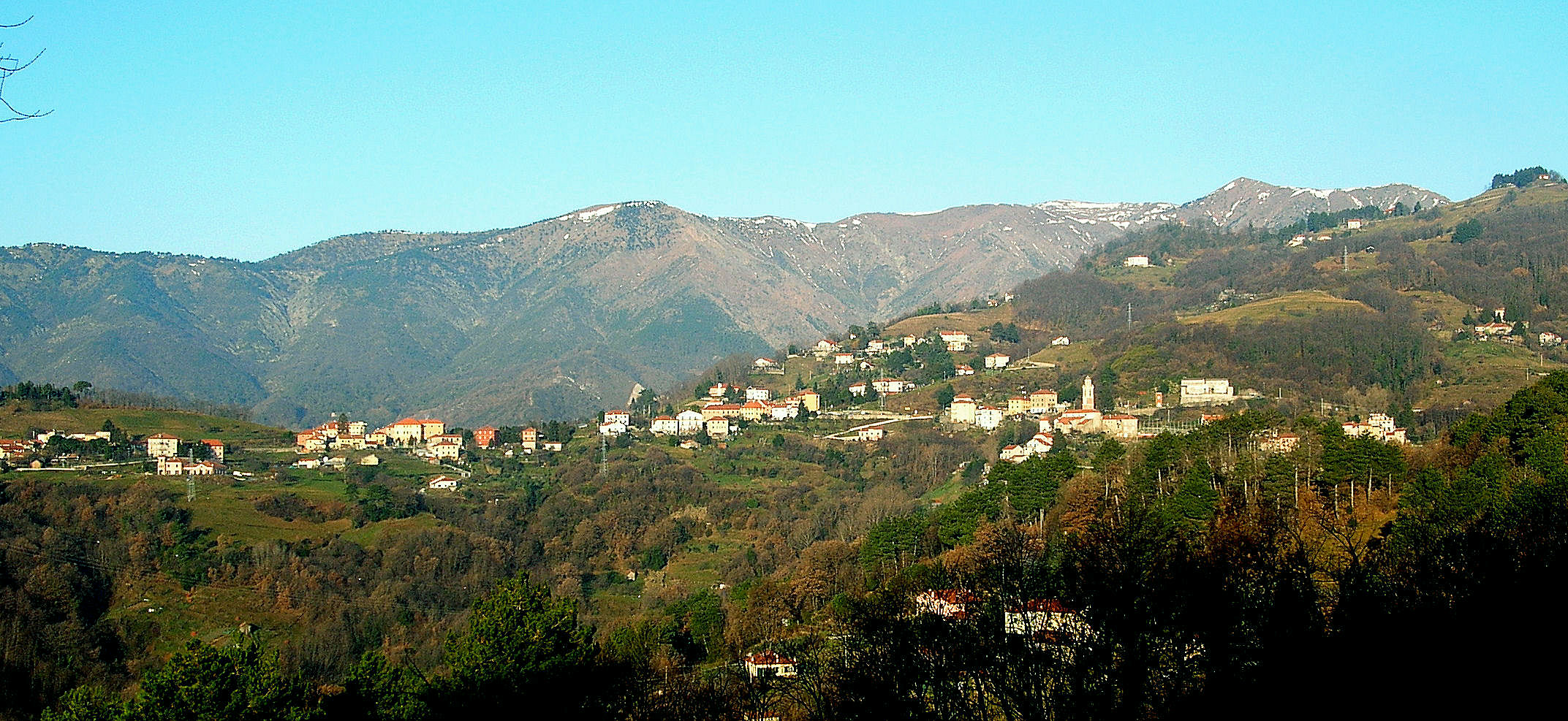
Il paese di Langasco (Campomorone) si trova al centro dell'area oggetto dell'arbitrato. Il colle sul quale sorge il paese faceva parte dell' “agro privato” dei Langensi, mentre la catena montuosa sullo sfondo, culminante nel Monte Taccone, delimitava l' “agro pubblico”.

I tentativi degli storici di individuare con precisione il territorio oggetto della controversia, seguendo i dati riportati sull'iscrizione, sono stati numerosi e non sempre coincidenti fra loro. La principale difficoltà è dovuta al fatto che i nomi attuali dei monti, dei torrenti e delle valli sono completamente diversi dai toponimi usati dagli antichi liguri, minuziosamente annotati dai fratelli Minuci nella sentenza.
Secondo le ricostruzioni più accreditate, la zona al centro della vertenza è situata nell'alta Val Polcevera, principalmente nel territorio dei comuni di Campomorone e Mignanego, ma si estende anche a zone che oggi appartengono ai comuni di Ceranesi, Fraconalto e al quartiere genovese di Pontedecimo.
L'agro privato aveva al suo centro la collina sulla quale oggi si trova il paese di Langasco (e dove allora sorgeva il castello dei Langensi), e comprendeva le aree tra i torrenti Verde e Riccò dove oggi sorgono gli abitati di Campomorone e Mignanego (Vetrerie).
La via Postumia attraversava quest'area sul crinale che divide le due valli, tra le attuali località di Madonna delle Vigne (Mignanego) e Pietralavezzara (Campomorone), in vista del Passo della Bocchetta.
L'agro pubblico, assai più vasto, racchiudeva l'agro privato formando un triangolo delimitato dai torrenti Verde e Riccò e a nord dallo spartiacque appenninico.
L'area giungeva quindi fino a Pontedecimo, alla confluenza dei due torrenti, occupando il versante sinistro della Val Verde e quello destro della valle del Riccò; a nord il confine dell'agro pubblico seguiva lo spartiacque appenninico tra la Colla di Praglia e il passo dei Giovi, passando per il Bric di Guana, il monte Taccone (il monte Boplo della “tavola”), il monte Leco (il monte Tuledone della “tavola”), il passo della Bocchetta e il vicino pian di Reste, da dove allora la Via Postumia proseguiva verso Fiaccone (oggi Fraconalto), per dirigersi poi a Libarna (Serravalle Scrivia). In corrispondenza dell'attuale Passo della Bocchetta nell'area erano comprese anche piccole zone oltre lo spartiacque appenninico, nella Val Lemme e nella Valle Scrivia.
Sono citati alcuni luoghi fortificati o castellari, in parte almeno ipoteticamente rintracciabili, come il “castello detto Aliano” ("castelum qui vocitatust Alianus"), posti sui crinali dei monti che dominavano i vari passi appenninici.

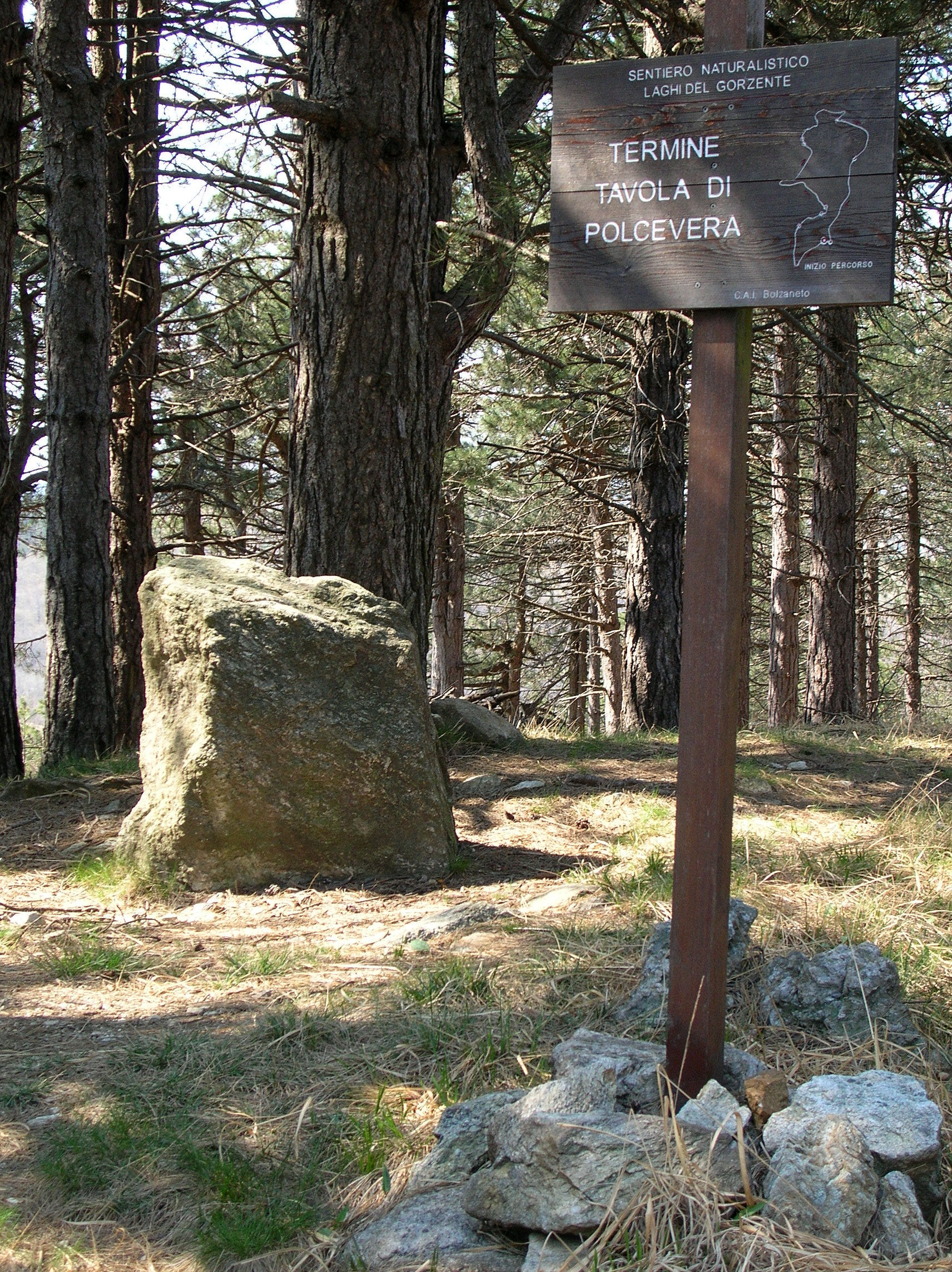
Il presunto termine della Tavola di Polcevera che si trova nei pressi dei Piani di Praglia.

A seguito della vertenza vennero posti alcuni cippi, grossi pietroni a monolite incassati in verticale. Almeno due di essi sono stati identificati. Il primo si trova su un'altura nei pressi della località “Prato del Gatto”, a poca distanza dalla strada provinciale dei Piani di Praglia, nel luogo che dovrebbe corrispondere al “Mons Lemurinus” della Tavola (“inde sursum iugo recto in montem Lemurinum summum, ibi terminus stat”); un altro si troverebbe oggi sommerso dalle acque del lago artificiale della Busalletta, nel fondo della valletta che divide i comuni di Mignanego e di Fraconalto, tra le località case Torre (Fraconalto) e Bisonea (Mignanego).